# Eremobates williamsi
Eremobates williamsi är en spindeldjursart som beskrevs av Muma och Brookhart 1988. Eremobates williamsi ingår i släktet Eremobates och familjen Eremobatidae. Inga underarter finns listade i Catalogue of Life.